# Niggaz4Life
Niggaz 4 Life (estilizado como "EFIL4ZAGGIN" en la portada, y en español "Negros De Por Vida") es el segundo álbum de estudio del grupo estadounidense NWA. Fue lanzado el 28 de mayo de 1991 por la discográfica Universal Music Group. A diferencia de Straight Outta Compton, este álbum fue el más polémico del grupo debido a su contenido misógino, provocando la reacción de diversos grupos activistas como el Parents Music Resource Center (PMRC) y de diversos políticos liberales y conservadores.
Esta vez la falta de Ice Cube fue muy notable, quien había dejado el grupo en 1989 y fue uno de los principales compositores de letras, aun así, debutó en el número dos del Billboard 200, y en su segunda semana alcanzó el puesto uno. Fue su último álbum, ya que el grupo se disolvió ese mismo año después de la salida de Doctor Dre. La canción "Real Niggaz", que proviene del EP 100 Miles And Runnin', fue incluida en el álbum, y en el año 2002, salió una versión remasterizada que incluye las canciones restantes del EP, y un DVD titulado "Niggaz 4 Life: The Only Home Video".

## Lista de canciones
| N.º   | Título                                           | Letras                                                                                 | Duración |  |
| 1.    | «Prelude» (con Cold 187 Um y Kokane)             | Kevin M. Gulley, Gregory F. Hutchison, Lorenzo J. Patterson                            | 2:27     |  |
| 2.    | «Real Niggaz Don't Die»                          | Tracy L. Curry, Lorenzo J. Patterson                                                   | 3:40     |  |
| 3.    | «Niggaz 4 Life»                                  | Tracy L. Curry, Lorenzo J. Patterson                                                   | 4:58     |  |
| 4.    | «Protest» (Interludio)                           | Antoine Carrabay, Tracy L. Curry, Lorenzo J. Patterson, Eric L. Wright, Andre R. Young | 0:53     |  |
| 5.    | «Appetite For Destruction»                       | Tracy L. Curry, Jerry B. Long, Lorenzo J. Patterson                                    | 3:22     |  |
| 6.    | «Don't Drink That Wine» (Interludio con The DOC) | Tracy L. Curry                                                                         | 1:07     |  |
| 7.    | «Alwayz Into Somethin'»                          | Tracy L. Curry, Lorenzo J. Patterson                                                   | 4:24     |  |
| 8.    | «Message To BA» (Interludio)                     | Andre R. Young                                                                         | 0:48     |  |
| 9.    | «Real Niggaz»                                    | Tracy L. Curry, Lorenzo J. Patterson                                                   | 4:27     |  |
| 10.   | «To Kill A Hooker» (Interludio)                  | Antoine Carrabay, Lorenzo J. Patterson, Eric L. Wright, Andre R. Young                 | 0:50     |  |
| 11.   | «One Less Bitch»                                 | Tracy L. Curry, Lorenzo J. Patterson                                                   | 4:47     |  |
| 12.   | «Findum, Fuckum And Flee»                        | Antoine Carrabay, Lorenzo J. Patterson, Eric L. Wright, Andre R. Young                 | 3:54     |  |
| 13.   | «Automobile»                                     | George Clinton, Clarence E. Haskins, Eric L. Wright, Andre R. Young                    | 3:15     |  |
| 14.   | «She Swallowed It»                               | Lorenzo J. Patterson                                                                   | 4:13     |  |
| 15.   | «I'd Rather Fuck You» (con Jewell y Michel'le)   | George Clinton, William E. Collins, Eric L. Wright, Andre R. Young                     | 3:57     |  |
| 16.   | «Approach To Danger»                             | Tracy L. Curry, Lorenzo J. Patterson, Andre R. Young                                   | 2:45     |  |
| 17.   | «1 900 2 Compton» (Interludio con Warren G)      | Antoine Carrabay, Lorenzo J. Patterson, Eric L. Wright, Andre R. Young                 | 1:27     |  |
| 18.   | «The Dayz Of Wayback»                            | Lorenzo J. Patterson, Andre R. Young                                                   | 4:19     |  |
| 55:33 |                                                  |                                                                                        |          |  |

| Reedición de 2002 |                                    |                                                            |          |  |
| N.º               | Título                             | Letras                                                     | Duración |  |
| 19.               | «100 Miles And Runnin'»            | Tracy L. Curry, Gregory F. Hutchison, Lorenzo J. Patterson | 4:32     |  |
| 20.               | «Just Don't Bite It»               | Lorenzo J. Patterson                                       | 5:27     |  |
| 21.               | «Sa Prize (Part II)» (con The DOC) | Lorenzo J. Patterson                                       | 5:58     |  |
| 22.               | «Kamurshol»                        | Tracy L. Curry, Lorenzo J. Patterson                       | 1:55     |  |
| 17:52             |                                    |                                                            |          |  |

## Créditos
- Jewell Caples: voz (15).
- Antoine Carrabay: letras (4, 10, 12, 17), producción, voz.
- George Clinton: letras (13).
- William E. Collins: letras (15).
- Tracy L. Curry: letras (2, 3, 4, 5, 6, 7, 9, 11, 16), voz (6).
- Kevin M. Gulley: letras (1).
- Clarence E. Haskins: letras (13).
- Gregory F. Hutchison: letras (1), voz (1).
- Jerry B. Long: letras (5), voz (1).
- Lorenzo J. Patterson: letras (1, 2, 3, 4, 5, 7, 9, 10, 11, 12, 14, 16, 17, 18), voz.
- Michel'le D. Toussant: voz (15).
- Eric L. Wright: letras (4, 10, 12, 13, 15, 17), voz.
- Andre R. Young: letras (4, 8, 10, 12, 13, 15, 16, 17, 18), producción, voz.

## Posición en listas
| Año  | Lista                              | Mejor posición | Cita  |
| ---- | ---------------------------------- | -------------- | ----- |
| 1991 | Official Albums Chart Top 100 (UK) | 25             | [ 1 ] |
| 1991 | Billboard 200 (US)                 | 1              | [ 2 ] |